# Gelotofobie
Gelotofobie je pojem pocházející z řeckých slov gelos (γέλως–smích) a phobos (φόβος–strach), který definuje strach z bytí terčem posměchu nebo zesměšnění. I když většina lidí bývá nerada zesměšňována, je zde jistá skupina lidí, která se vyznačuje nesmírným strachem ze zesměšnění. Bez evidentního důvodu považují smích, který slyší, jako například v restauraci, za mířený na ně a stávají se neklidnými. Od roku 2008 tento fenomén vzbudil pozornost u odborníků z oboru psychologie, sociologie a psychiatrie, a je intenzivně studován.
Dr. Michael Titze ve svých klinických pozorování zjistil, že někteří jeho pacienti vykazují především strach ze zesměšnění. Měli tendenci ve svém okolí vyhledávat známky smíchu a zesměšnění. Kromě toho oznámili, že měli dojem, že jsou sami o sobě směšní. Navíc doktor Titze mezi nimi objevil specifický vzorec chování, když si mysleli, že jsou terči posměchu–neohrabané, "dřevěné" pohyby, jež připomínaly ty dřevěných loutek. Tento stav popsal jako "Pinocchiův syndrom". Dvěma jinými druhy chování spojenými se smíchem jsou gelotofilie–požitek z bytí terčem posměchu, a katagelasticismus–radost ze zesměšňování druhých.

## Příčiny a následky gelotofobie
Z klinických pozorování byl vypracován model příčin a následků gelotofobie, aby stavy mohly být studovány vědecky. Model ukazuje, že gelotofobie může být způsobena jednou ze tří věcí z různých stádií vývoje:
Domnělé příčiny gelotofobie:
- V raném dětství: rozvoj studu ze selhání ve vytváření interpersonálního mostu–jinými slovy selhání interakce mezi dítětem a opatrovatelem (matka, otec atd.)
- V dětství a mládí: opakovaní traumatické události–nebytí brán vážně–být zesměšňován nebo terčem posměchu, být šikanován
- V dospělosti: intenzivní prožívání traumatických zážitků, jakými jsou zesměšňování a šikana

Následky gelotofobie:
- Odloučení od společnosti vyvarováním se zesměšnění
- Bytí napohled chladný, bez humoru
- Psychosomatické poruchy: červenání, bolesti hlavy, chvění, závratě a spánkové poruchy
- "Pinocchiův syndrom"–ztuhnutí, neohrabanost

- Nedostatek života, radosti a spontánnosti
- Humor a smích nejsou příjemnými a uvolněnými sociálními prožitky

## Gelotofobie a emoce
Ačkoli se na povrchu zdá, že u gelotofobie jednoznačně převládá jen strach, je zde zřetelná souhra tří dominantních emocí. Ty tři emoce jsou: nízká úroveň radosti a vysoká úroveň studu a strachu. Když stud v normálním týdnu přesáhne radost, je zde větší pravděpodobnost, že se gelotofobie rozvine. Lidé trpící gelotofobií říkají, že je pro ně velice obtížné ovládat své emoce, a proto snáze přeberou špatnou náladu od ostatních lidí. Také drží své emoce uvnitř a neprojevují je tak lehce jako ostatní.

## Osobnost a percepce gelotofobů
Lidé trpící gelotofobií nerozeznají obyčejné hravé formy humorných interakcí, jako pošťuchování a žertování, od mnohem krutějších typů, jakými jsou zesměšňování a šikana. To znamená, že i když se někdo snaží být přátelský a veselý k gelotofobovi, on to může chybně interpretovat, jako zesměšňování. To také znamená, že se gelotofob může cítit šikanován, i když tomu tak není.